# 14 Pułk Haubic Polowych (austro-węgierski)
Pułk Haubic Polowych Nr 14 (FHR. 14) – pułk artylerii polowej cesarskiej i królewskiej Armii.

## Historia pułku
1 maja 1885 roku w Wiedniu został sformowany 14. Górnoaustriacki-salzburgski Pułk Artylerii Korpuśnej (niem. 14. Oberösterreich-salzburgisches Corps-Artillerie-Regiment). Oddział został utworzony na bazie dotychczasowych Pułków Artylerii Polowej Nr 4, 8 i 12, i włączony w skład 14 Brygady Artylerii. Pułk otrzymywał rekrutów z okręgów uzupełnień nr 14 (Linz), 49 (St. Pölten) i 59 (Salzburg).
W 1890 roku pułk otrzymał nową nazwę wyróżniającą „Dolnoaustriacki-morawski” (niem. 14. Niederösterreichisch-mährisches Corps-Artillerie-Regiment). W skład pułku wchodził sztab, 1., 2. i 37. dywizjon oraz depot kadry zapasowej. Od tego roku pułk otrzymywał rekrutów z całego terytorium 2 Korpusu.
Na początku 1892 roku ze składu pułku wyłączono 37. Dywizjon w Wiedniu i podporządkowano bezpośrednio komendantowi 14 Brygady Artylerii.
Z dniem 1 stycznia 1894 roku została wprowadzona w życie kolejna reorganizacja, w ramach której pułk utracił nazwę wyróżniającą.
W 1905 roku pułk został przeniesiony do Steyr na terytorium 14 Korpusu. W Wiedniu pozostał depot kadry zapasowej. W następnym roku depot został przeniesiony do Steyr.
Z dniem 6 kwietnia 1908 roku weszła w życie nowa organizacja artylerii, w ramach której 14. Pułk Artylerii Korpuśnej został przemianowany na 14. Pułk Haubic Polowych, a depot kadry zapasowej na kadrę zapasową. Pozostając w składzie 14 Brygady Artylerii Polowej pułk, pod względem taktycznym, został podporządkowany komendantowi 3 Dywizji Piechoty.
W 1912 roku pułk został przeniesiony do Innsbrucku z wyjątkiem 2. dywizjonu, który został umieszczony w Neumarkt, i podporządkowany pod względem taktycznym komendantowi 8 Dywizji Piechoty.
Pułk obchodził swoje święto 3 lipca w rocznicę bitwy pod Sadową stoczonej w 1866 roku.

## Skład
- Dowództwo
- 4 x bateria po 6 haubic M99[11].

## Szefowie pułku
Kolejnymi szefami pułku byli:
- FML Rudolf Gerlich von Gerlichsburg (1885 – †17 VII 1891),
- FML Karl von Ludwig (1891 – †16 III 1906),
- FZM Alexander von Krobatin (1911–1915)[10].

## Komendanci pułku
- ppłk / płk Emil Lauffer (1885 – 1888 → komendant 7 Brygady Artylerii)
- ppłk / płk Alois Sponner (1888 – 1891 → komendant 6 Brygady Artylerii)
- płk Wilhelm Haarmann (1891 – 1894 → komendant 10 Brygady Artylerii)
- płk Heinrich Trösch von Sowille (1894 – 1897 → komendant 7 Brygady Artylerii)
- płk Joseph Keppelmüller (1897 – 1901 → komendant 9 Brygady Artylerii)
- płk Ludwik Fiderkiewicz (1901 – 1904 → komendant 1 Brygady Artylerii)
- płk Heinrich von Brilli (1904 – 1907 → komendant 10 Brygady Artylerii)
- ppłk / płk Árpád Kiss von Nagy-Sittke (1907 – 1910 → 7. Oddział Ministerstwa Wojny Rzeszy)
- ppłk / płk Ludwig David (1910 – 1914[10])
- płk Karl Petersilka (1914 – 1915 → komendant 8 Brygady Artylerii)